# 1974년 FIFA 월드컵 결승전
1974년 FIFA 월드컵 결승전(독일어: Das Finale der Fußball-Weltmeisterschaft 1974)은 10번째 FIFA 월드컵인 1974년 FIFA 월드컵의 결승전으로 남자 축구 국가대표팀 간의 세계 챔피언을 가리는 경기였다. 이 경기는 네덜란드와 서독 간의 경기로, 서독이 2–1로 승리하였다. 네덜란드는 2분만에 요한 네이스컨스의 페널티킥으로 선제골을 득점하였으나, 이후 25분에 파울 브라이트너가 또다른 페널티킥으로 동점을 만들었고, 43분에 게르트 뮐러의 결승골이 터지면서 서독이 통산 2번째 FIFA 월드컵을 차지하였다.

## 경기 요약
프란츠 베켄바워가 이끄는 서독은 요한 크라위프를 필두로 하여 토털 풋볼 시스템으로 대회에 센세이션을 일으킨 네덜란드와 격돌하였다. 경기 시작 시간은 결승전에 앞서 진행된 대회 폐회식 당시 피치 위의 코너플래그를 제거하고 복구하는 것을 잊는 바람에 지연되었다. 시간이 1분밖에 지나지 않은 가운데, 크라위프는 홀로 드리블을 하다가 페널티 에어리어에서 울리 회네스에 걸려 넘어졌고, 서독 선수들이 공을 다루지도 않은 가운데 요한 네이스컨스가 페널티킥으로 리드를 잡았다. 서독은 실점을 만회하는데 고전하였으나, 25분에 베른트 횔첸바인이 상대 진영에서 걸려 넘어지면서 페널티킥을 얻어 내었다. 파울 브라이트너가 키커로 나서서 성공시켰다. 이 두 번의 페널티킥은 월드컵 결승전에서는 처음으로 주어진 2번의 페널티킥이다. 이후 서독은 결승골을 넣기 위해 밀어붙였고, 결국 43분에 게르트 뮐러가 성공시켰다. 이 골은 뮐러가 서독 국가대표팀에서 활약하면서 득점한 마지막 골이 되었고, 그는 이 대회 이후 국가대표팀 은퇴를 선언하였다. 전반전이 종료된 후, 크라위프는 주심과 언쟁을 벌이다 경고를 받았다.
후반전에서 양쪽 모두 득점 기회를 잡았다. 뮐러는 골네트를 갈랐을 때 득점하였다고 생각하였으나, 부심은 오프사이드로 판단하여 깃발을 올렸다. 85분, 횔첸바인은 상대 진영에서 또다시 넘어졌으나, 테일러 주심은 반칙으로 보지 않았다. 경기 종료 휘슬이 울리면서, 서독은 1972년에 유럽 챔피언에 오른 데에 이어, 1974년에 세계 챔피언으로 등극하였다. 이렇게 유럽 챔피언이 월드컵을 우승하는 업적을 달성한 경우는 이 경우가 스페인이 2010년에 달성하기 전까지 유일하였고, 반대로 프랑스는 1998년에 FIFA 월드컵을 우승한 후 유로 2000을 우승하면서 한때 두 개의 트로피를 모두 지니기도 하였다.
브라질인 주앙 아벨란제 (1974년에서 1998년까지 전 FIFA 회장)는 1966년과 1974년 월드컵이 잉글랜드와 독일이 차례로 우승할 수 있도록 조작되었다는 근거 없는 주장을 지어냈다.

## 경기 상세 정보
| 네덜란드                 | 1 – 2  | 서독                                 |
| ------------------------ | ------ | ------------------------------------ |
| 네이스컨스 2′ (페널티골) | 리포트 | 브라이트너 25′ (페널티골) · 뮐러 43′ |

| 네덜란드 | 서독 |

| GK            | 8  | 얀 욘블루트           |     |     |
| RB            | 20 | 빔 쉬르비르           |     |     |
| CB            | 17 | 빔 레이스베르헌       |     | 69′ |
| CB            | 2  | 아리 한               |     |     |
| LB            | 12 | 뤼트 크롤             |     |     |
| RM            | 6  | 빔 얀선               |     |     |
| CM            | 13 | 요한 네이스컨스       | 40′ |     |
| LM            | 3  | 빌럼 판 하네험        | 23′ |     |
| RF            | 16 | 요니 렙               |     |     |
| CF            | 14 | 요한 크라위프 (주장)  | 45′ |     |
| LF            | 15 | 로프 렌센브링크       |     | 46′ |
| 교체 선수:    |    |                       |     |     |
| GK            | 18 | 피트 스레이버르스     |     |     |
| DF            | 5  | 리뉘스 이스라옐       |     |     |
| MF            | 7  | 테오 더 용            |     | 69′ |
| MF            | 10 | 레네 판 더 케르크호프 |     | 46′ |
| FW            | 9  | 피트 케이저르         |     |     |
| 감독:         |    |                       |     |     |
| 리뉘스 미헐스 |    |                       |     |     |

| GK         | 1  | 제프 마이어               |    |  |
| RB         | 2  | 베르티 포크츠             | 4′ |  |
| CB         | 5  | 프란츠 베켄바워 (주장)    |    |  |
| CB         | 4  | 한스게오르크 슈바르첸베크 |    |  |
| LB         | 3  | 파울 브라이트너           |    |  |
| RM         | 16 | 라이너 본호프             |    |  |
| CM         | 14 | 울리 회네스               |    |  |
| LM         | 12 | 볼프강 오베라트           |    |  |
| RF         | 9  | 위르겐 그라보프스키       |    |  |
| CF         | 13 | 게르트 뮐러               |    |  |
| LF         | 17 | 베른트 횔첸바인           |    |  |
| 교체 선수: |    |                           |    |  |
| GK         | 21 | 노르베르트 니크부어       |    |  |
| DF         | 6  | 호르스트디터 회트게스     |    |  |
| MF         | 8  | 베른하르트 쿨만           |    |  |
| MF         | 15 | 하인츠 플로헤             |    |  |
| FW         | 11 | 유프 하인케스             |    |  |
| 감독:      |    |                           |    |  |
| 헬무트 쇤  |    |                           |    |  |

| 부심: 라몬 바레토 (우루과이) 알폰소 곤살레스 알춘디아 (멕시코) | 경기 규정: - 90분 - 필요시 연장전 30분 - 5명의 교체 명단, 2명 교체 가능 |

## 같이 보기
- 독일-네덜란드 축구 경쟁